# Upplands runinskrifter 170
Upplands runinskrifter 170 är en vikingatida runsten i Bogesund i Östra Ryds socken och Vaxholms kommun. Stenen var försvunnen sedan 1600-talets slut, men den nedre delen återfanns den 22 april 2013 av arkeologen Torun Zachrisson. Stenen är anmärkningsvärd eftersom den har det äldsta skriftliga belägget för ön Ekerö, akru.

## Historik
Stenen omtalas första gången av i ett brev av Johan Hadorph till Magnus Gabriel De la Gardie 1668. I brevet finns en teckning av stenen, utförd av någon som kunnat runor men inte varit särskilt skicklig tecknare. Möjligen är den utförd av socknens kyrkoherde i samband med antikvitetsrannsakningarna. Olof Verelius omtalar stenen i sin utgåva av Hervar Saga 1672. Troligen hade han själv inte sett stenen. Stenen beskrevs av Johan Peringskiöld i början av 1700-talet, och det är från hans anteckningar man känner den kompletta inskriften. Den stod då vid ett järnåldersgravfält (Östra Ryd 6:1), och var sprucken i flera delar. Inskriften var också skadad på flera ställen. Peter Dijkman säger sig ha observerat ett fragment av stenen i sin ungdom. Eftersom stenen inte setts till sedan dess har man förmodat att den använts som byggnadsmaterial i Bogesunds brygga.
Den 22 april 2013 återfann arkeologen Torun Zachrisson och några studenter från Stockholms universitet den nedre delen av runstenen på gravfältet, men med större delen av ristningen dold i jorden. Ett trettiotal av runorna finns bevarade på detta fragment.

## Inskriften
Inskriften lyder i translitterering:
: kuni * auk * as(a) * litu * raisa * st-- þina * auk * hualf * iftiʀ * akn- -un sin an ... ...auþr * i akru * a- -ʀ * krafin * i * kirikiu*karþi * fastulfʀ * risti * runaʀ * kuin * raisti * stainhal þisa *
På normaliserad runsvenska:
Gunni ok Asa letu ræisa st[æin] þenna ok hvalf æftiR Øyn[d, s]un sinn. Hann [varð d]auðr i Æikrøy(?). Ha[nn e]R grafinn i kirkiugarði. FastulfR risti runaR. Gunni ræisti stæinhall þessa.
Översatt till nusvenska:
"Gunne och Åsa läto resa denna sten och valv efter Önd(?), sin son. Han dog på Ekerö. Han är begraven på kyrkogården. Fastulv ristade runorna. Gunne reste denna stenhäll."
Stenen har det äldsta skriftliga belägget för ön Ekerö, akru. Runristaren Fastulv kan vara densamma som den "Faste" som har ristat U 171 i Söderby i samma socken.

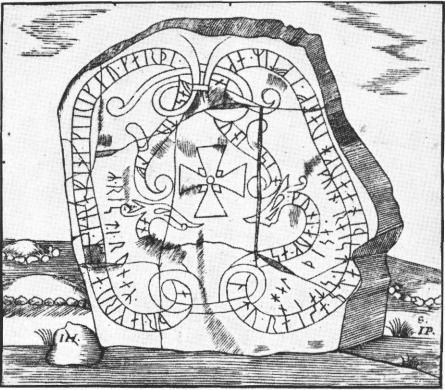
Stenen tecknad av Johan Peringskiöld.